# Ataenius noronhai
Ataenius noronhai är en skalbaggsart som beskrevs av Zdzisława Stebnicka 2007. Ataenius noronhai ingår i släktet Ataenius och familjen Aphodiidae. Inga underarter finns listade.